# Agallas
Agallas es un municipio y localidad española de la provincia de Salamanca, en la comunidad autónoma de Castilla y León. Se integra dentro de la comarca de Ciudad Rodrigo y la subcomarca de Los Agadones. Pertenece al partido judicial de Ciudad Rodrigo.
Su término municipal está formado por las localidades de Agallas y Vegas de Domingo Rey, y ocupa una superficie total de 44,61 km² y cuenta con una población de 132 habitantes (INE 2024).

## Historia

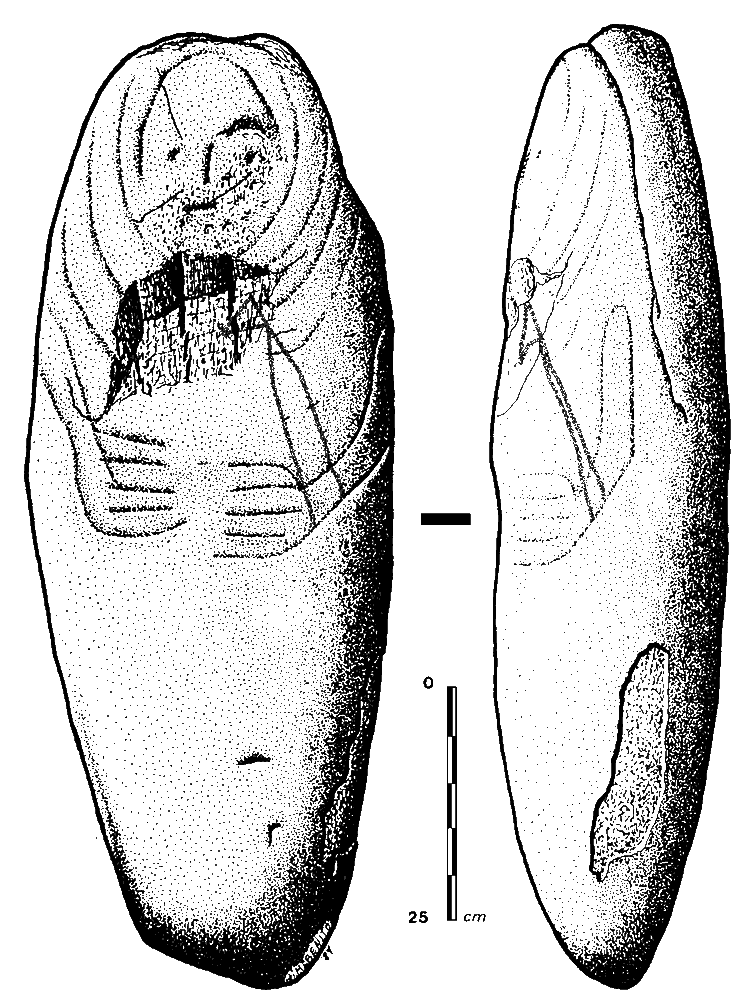
Reproducción en blanco y negro del Ídolo-estela de Agallas

Los primeros restos arqueológicos que corroboran el poblamiento humano en Agallas se sitúan en el Ídolo de Agallas, tratándose de una representación antropomorfa en pizarra que se fecha en la Edad del Bronce, y cuyas dimensiones son de 102x38'5x25 centímetros.
Asimismo, en 1985 se encontró en la localidad un ara votiva fechada en el siglo I d. C., que apuntaría al poblamiento humano en el actual territorio de Agallas bajo el Imperio romano, y que posee la inscripción "PRIMIG ENIVS FAVILIO V(otum) S(oluit)L(ibens)M(erito)", que se traduciría por "A Favilio, Primigenio le puso un voto".
No obstante, pese a dichos antecedentes, la fundación del actual Agallas se remonta a la repoblación efectuada por los reyes de León en la Edad Media, quedando encuadrada en el Campo de Agadones de la Diócesis de Ciudad Rodrigo tras la creación de la misma por parte del rey Fernando II de León en el siglo XII.
Del siglo XVII data una piedra con inscripciones, similar en dimensiones al ídolo, que posee tallada la fecha de 1612, así como una serie de letras y una cruz que en apariencia sería la de la Orden de Santiago, lo que podría indicar la relación de esta piedra (quizá una estela funeraria) con algún caballero de dicha orden, pues Agallas nunca ha pertenecido a la misma. Con la creación de las provincias en 1833, Agallas quedó encuadrado en la provincia de Salamanca, Región Leonesa.
En mayo de 2010, Agallas saltó a la actualidad informativa, tras un pleno del ayuntamiento en que se solicitó la anexión a Extremadura y dejar de pertenecer a Castilla y León.

## Geografía humana

### Demografía
Cuenta con una población de 132 habitantes (INE 2024).
| Gráfica de evolución demográfica de Agallas entre 1842 y 2021 |
| |
| Población de derecho según los censos de población del INE. Población de hecho según los censos de población del INE.En este Censo se denominaba Agullas: 1842. Entre el Censo de 1857 y el anterior, crece el término del municipio porque incorpora a 375049 (Villarejo). |

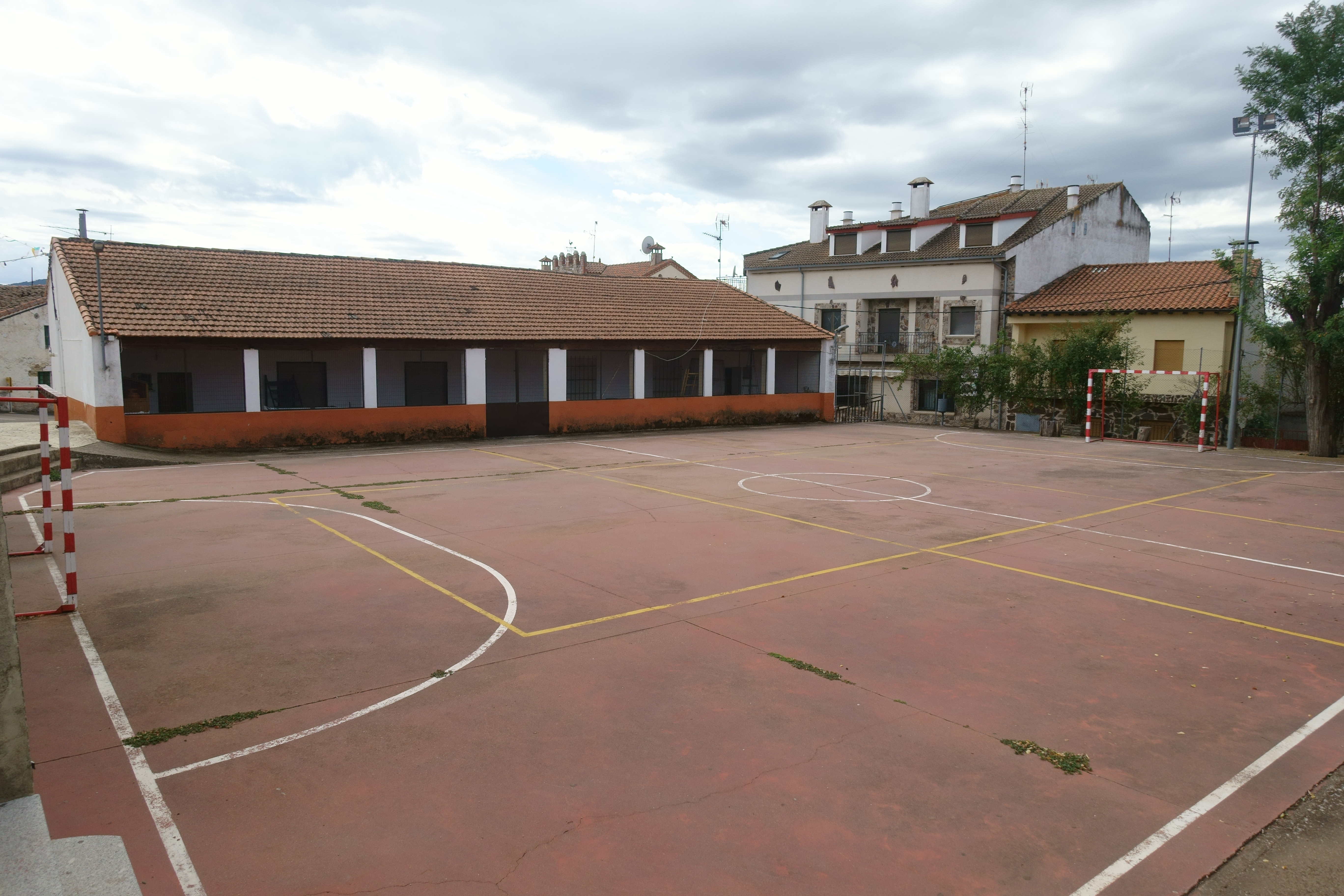
Antiguas escuelas y zona deportiva

Según el Instituto Nacional de Estadística, Agallas tenía, a 31 de diciembre de 2018, una población total de 146 habitantes, de los cuales 75 eran hombres y 71 mujeres. De esa cifra, la mayoría corresponde a la localidad de Agallas, puesto que sólo se censan 20 habitantes en Vegas de Domingo Rey, de los cuales 13 eran hombres y 7 mujeres. Respecto al año 2000, el censo refleja 191 habitantes, de los cuales 98 eran hombres y 93 mujeres. Por lo tanto, la pérdida de población en el municipio para el periodo 2000-2018 ha sido de 45 habitantes, un 24% de descenso.

## Símbolos
Escudo

Representación heráldica del blasón aprobado

El escudo heráldico que representa al municipio fue aprobado con el siguiente blasón:

«Escudo Español redondeado en punta, medio partido y cortado. Primero de plata con cuatro hojas de roble de sinople dispuestas en aspa y cantonada de cuatro agallas de roble al natural. Segundo de sinople, con la estela antropomorfa de Agallas de plata puesta en palo. Tercero de gules con una torre de oro, aclarada de gules y mazonada de sable. Timbrado de la corona Real Española»

Bandera
La bandera municipal fue aprobada con la siguiente descripción textual:

«Bandera cuadrada de proporciones de 1:1. Blanca cargada de cuatro hojas de roble verde oscuro, dispuestas en aspa, acompañado de cuatro agallas marrones dispuestas en cruz y con escusón rojo en el centro cargado de torre amarilla»

## Administración y política

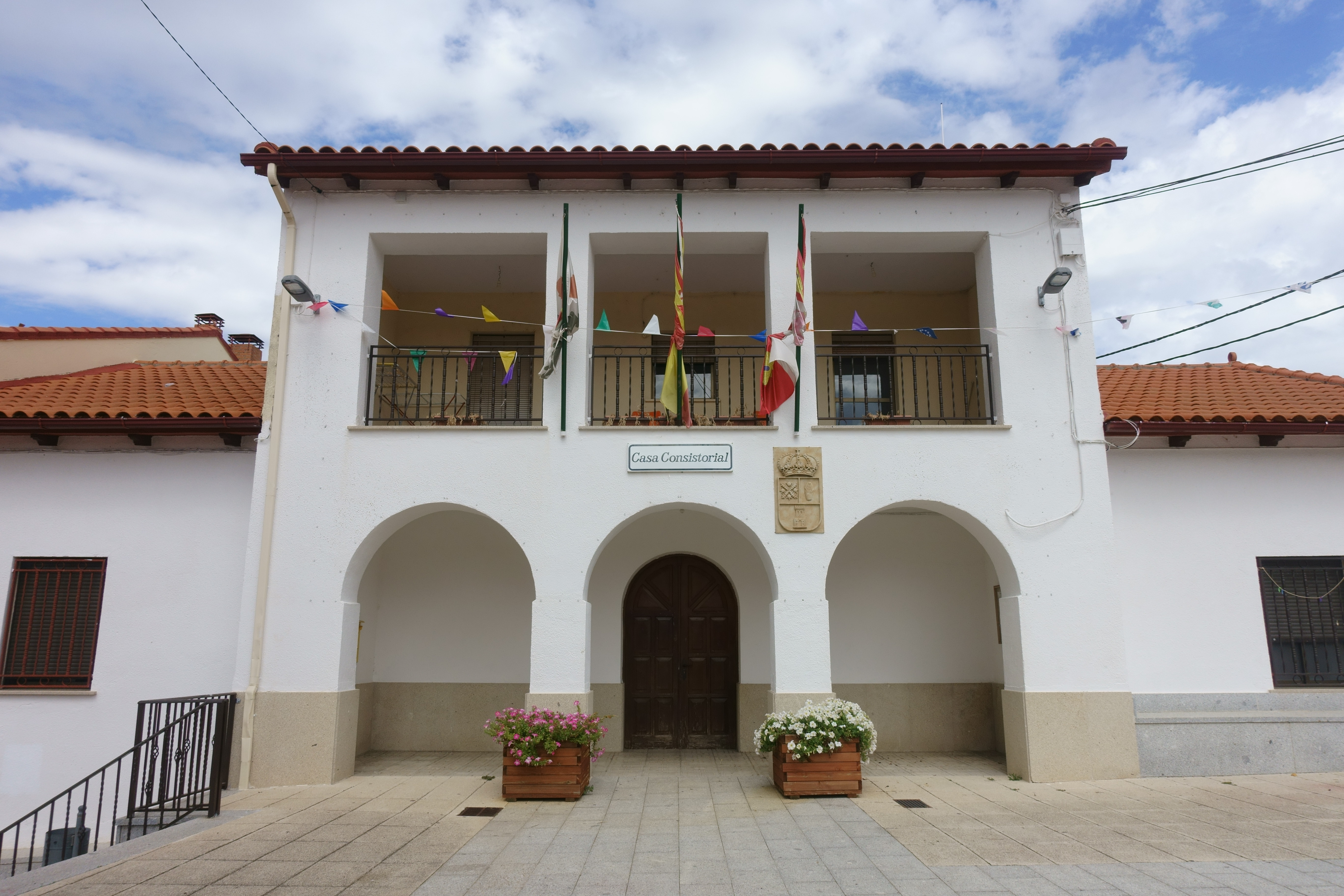
Casa consistorial

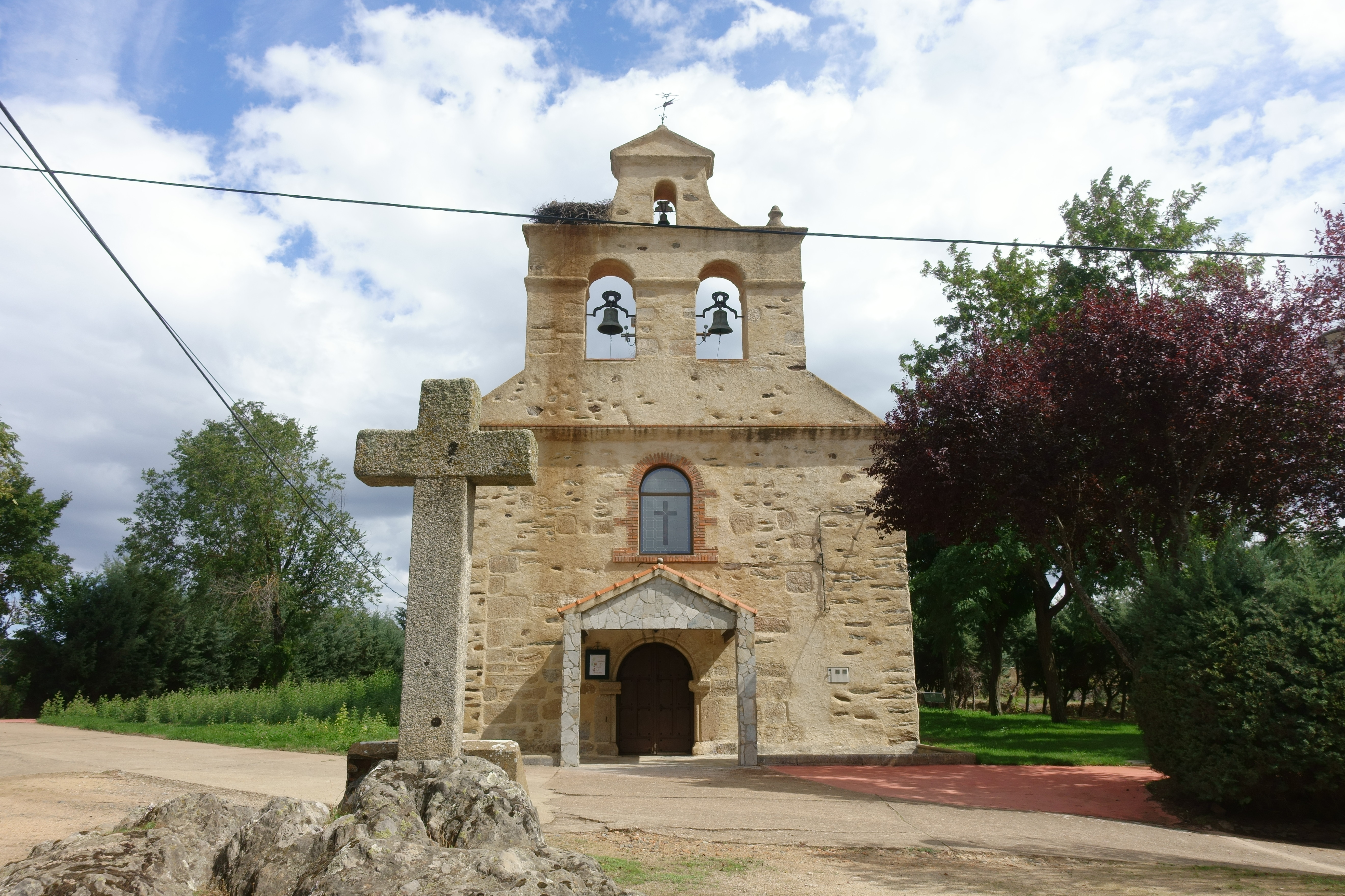
Iglesia de San Pedro Apóstol

| Partido político                         | 2019  | 2019  | 2019       | 2015  | 2015  | 2015       | 2011  | 2011  | 2011       | 2007  | 2007  | 2007       | 2003  | 2003  | 2003       |
| Partido político                         | %     | Votos | Concejales | %     | Votos | Concejales | %     | Votos | Concejales | %     | Votos | Concejales | %     | Votos | Concejales |
| Partido Popular (PP)                     | 75,27 | 70    | 4          | 56,30 | 67    | 4          | 53,23 | 66    | 4          | 48,41 | 76    | 2          | 46,28 | 56    | 2          |
| Partido Socialista Obrero Español (PSOE) | 23,66 | 22    | 1          | 42,02 | 50    | 1          | 43,55 | 54    | 1          | 50,32 | 79    | 3          | 47,93 | 58    | 3          |
| Unión del Pueblo Salmantino (UPSa)       | —     | —     | —          | —     | —     | —          | —     | —     | —          | 0,64  | 1     | 0          | —     | —     | —          |